# Bauera capitata
Bauera capitata là một loài thực vật có hoa trong họ Cunoniaceae. Loài này được Ser. mô tả khoa học đầu tiên năm 1830.